# Contrastes
Contrastes fue el primer álbum del grupo Fandango. Grabado originalmente en 1985 por una disquera local de Monterrey, contenía una fuerte influencia del Rock and roll de los 60´s. Tiempo después del lanzamiento local  Yadira  y  Diana Carolina dejan el grupo.  En 1986 se reedita nuevamente Contrastes, esta vez lanzado a nivel nacional por la disquera EMI, con nueva instrumentación y regrabado con las voces de Alexa y Liliana, cambiándose el Tema Siente la Vibración que interpretara en solitario Yadira en la edición anterior por el tema Te Siento Amor interpretado en solitario por Alexa. En radio sólo se promocionaron los temas: Te Quiero, Te Amo y  Deja a Esa niña.
Fue grabado con bajo presupuesto por lo que corrió con la misma desafortunada suerte de la primera edición,  pasando sin pena ni gloria por la industria discográfica.

## Tracks (Primera Edición 1985)    "ZIGAN"
1. Rock, Rock, Rock (Yo Quiero Bailar).
2. Deja a Esa Niña.
3. Ladrona de Amor.
4. Guerra del Amor (Head Over Hells).
5. Canta , Baila.
6. Serenata Rock.
7. Te Quiero, Te Amo
8. Fin de Semana.
9. Siente la Vibración (She Bop).
10. A veces.
11. Duerme.

## Tracks (Reedición 1986)EMI
1. Rock, Rock, Rock (Yo Quiero Bailar).
2. Deja a Esa Niña.
3. Ladrona de Amor.
4. Guerra del Amor (Head Over Hells).
5. Canta , Baila.
6. Serenata Rock.
7. Te Quiero, Te Amo
8. Fin de Semana.
9. Te Siento Amor.
10. A veces.
11. Duerme.

## Sencillos
- Deja a Esa Niña  (1985)

## Integrantes
- Diana Carolina
- Evalinda
- Moña
- Rocío
- Yadira

## Integrantes  (Reedición)
- Liliana
- Evalinda
- Moña
- Rocío
- Alexa

- Datos: Q5785235